# David Oppenheim
David Oppenheim (Worms, 1664 — 1736) foi rabino chefe de Praga.
Seu pai, Abraham, foi um lider comunal. Dentre seus professores constam Gershon Ashkenazi e Ya'akov Sack (pai de Tsevi Ashenazi, o Hakham Tsevi). Em 1681 casou com Gnendl, filha de Leffmann Behrends (Lipmann Cohen) de Hannover.
Está sepultado no Cemitério Judeu de Praga.